# Randlev Kirke
Randlev Kirke ligger i landsbyen Over Randlev, Hads Herred, et par kilometer sydøst for Odder.
Den er en lille romansk kvadrestenskirke, med våbenhus. Begge de oprindelige portaler er bevarede i kirken, hvis kor og skib er fra omkring 1125. Senere i 1891 blev der tilføjet et våbenhus, og et lille  rytterspir. 
Den oprindelige korbue, med en relieffrise, hvorpå bl.a. Adam og  Eva samt Kristusbilleder ses, er speciel.
På fløjaltertavlen fra omkring 1500 vises nederst Kristus mellem de fem kloge og de fem ukloge jomfruer. I midtfeltet står Madonna med barnet på måneseglet svævende over helgeninderne Katarina og Barbara, der hver især træder på deres tyranner; Kejser Maxentius med hjulet og Barbaras far med tårnet i baggrunden, hvor hun blev indespærret. I fløjene ses de 12 apostle.
Umiddelbart nord for kirken findes Randlev Præstegård.

## Eksterne kilder og henvisninger
- Randlev Kirke hos KortTilKirken.dk
- Randlev Kirke hos danmarkskirker.natmus.dk (Danmarks Kirker, Nationalmuseet)

- Wikimedia Commons har flere filer relateret til Randlev Kirke